# Mixocera albistrigata
Mixocera albistrigata là một loài bướm đêm trong họ Geometridae.